# لرزش (بازی ویدئویی)
لرزش (به انگلیسی: Quake) یک بازی ویدئویی تیراندازی اول شخص است که توسط اید سافت‌ویر توسعه یافته و توسط GT Interactive در سال ۱۹۹۶ منتشر شده‌است. این اولین بازی از مجموعه لرزش است. در این بازی، بازیکن در هنگام مبارزه با انواع هیولاها با استفاده از یک سری تسلیحاتی، از طریق محیط‌های مختلف پیچ و خم که تم قرون وسطایی دارد، راه خود را پیدا کند. جو کلی بازی، تاریک و شِن مانند است، دارای بافت‌های سنگی بسیار زیاد و یک فونت بزرگ و زنگ زده می‌باشد.
لرزش جانشین سری دوم است که بر اساس فناوری و گیم پلی قبلی ساخته شد. برخلاف موتور بازی دوم، موتور بازی لرزش (که قبل از آن بود) گرافیک رایانه‌ای بی‌درنگ ارائه می‌داد و پشتیبانی اولیه از شتاب سه بعدی از طریق اوپن‌جی‌ال را داشت. بعد از اینکه دوم به محبوب مسابقات چند نفره در سال ۱۹۹۳ کمک کرد، لرزش گزینه‌های مختلفی برای چند نفره اضافه کرد. بازی ویدئویی چندنفره به‌طور فزاینده ای رایج شد، با به روزرسانی و نرم‌افزار QuakeWorld مانند گیم‌اسپای روند یافتن و بازی با دیگران در اینترنت را آسان‌تر و قابل اطمینان تر کرد.
موسیقی لرزش توسط ترنت رزنر و بند او، ناین اینچ نیلز ساخته شد.